# Crateropora falcata
Crateropora falcata is een mosdiertjessoort uit de familie van de Aspidostomatidae. De wetenschappelijke naam van de soort is voor het eerst geldig gepubliceerd in 1909 door Levinsen.